# Joan Anagnostes
Joan Anagnostes (en llatí Joannes Anagnostes, en grec Ἰωάννης Ἀναγνώστης) fou un historiador grec del segle xv que va escriure un relat sobre la conquista otomana de la seva ciutat natal Tessalònica el 1430 dirigida per Murat II, a la que va afegir una monodia o lamentació dels fets en prosa. Va sortir de la ciutat en entrar els otomans i hi va tornar sota les promeses dels conqueridors, però al cap de dos anys les seves propietats i les d'altres ciutadans foren confiscades.